# Allassostomoides parvus
Allassostomoides parvus är en plattmaskart. Allassostomoides parvus ingår i släktet Allassostomoides och familjen Paramphistomatidae. Inga underarter finns listade i Catalogue of Life.